# NGC 7756
NGC 7756 é uma estrela na direção da constelação de Pisces. O objeto foi descoberto pelo astrônomo Lawrence Parsons em 1873, usando um telescópio refletor com abertura de 72 polegadas. 